# Sáenz
Sáenz är en ort i Mexiko.   Den ligger i kommunen Guerrero och delstaten Chihuahua, i den nordvästra delen av landet, 1 300 km nordväst om huvudstaden Mexico City. Sáenz ligger 2 054 meter över havet och antalet invånare är 532.
Terrängen runt Sáenz är platt åt sydväst, men åt nordost är den kuperad. Runt Sáenz är det mycket glesbefolkat, med 7 invånare per kvadratkilometer. Närmaste större samhälle är La Junta, 6,2 km sydost om Sáenz. Trakten runt Sáenz består till största delen av jordbruksmark.